# Michail Mikov

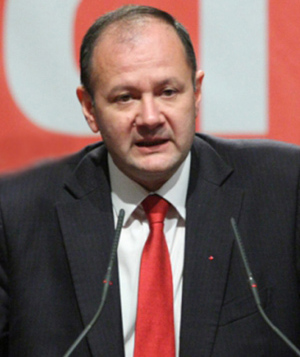
Michail Mikov

Michail Rajkov Mikov (Bulgaars: Михаил Райков Миков) (Koela (Oblast Vidin), 16 juli 1960) is een Bulgaars politicus, voormalig minister van Binnenlandse Zaken en voormalig voorzitter van de Nationale Vergadering. Hij is sinds 27 juli 2014 de voorzitter van de Bulgaarse Socialistische Partij.
Hij is lid van de Bulgaarse Socialistische Partij, voor deze partij heeft hij deel uitgemaakt van de 38ste, 39ste, 40ste, 41ste, 42ste en nu de 43ste zitting van de Nationale Vergadering. In het parlement hield hij zich onder andere bezig met strafrecht. Voorts was hij van 24 april 2008 tot  27 juli 2009 minister van Binnenlandse Zaken in het kabinet van Sergej Stanisjev. Mikov heeft rechten gestudeerd aan de St. Kliment Ohridski-universiteit. Na deze studie heeft hij zich gespecialiseerd in: mensenrechten in Montpellier, belastingrecht in Washington en anti-corruptiepraktijken in Italië. Ook was hij universitair hoofddocent aan de St. Kliment Ohridski-universiteit.
Mikov was van mei 2013 tot augustus 2014 voorzitter van parlement. Na de vervroegde parlementsverkiezingen in 2014 werd Tsetska Tsatsjeva met een overweldigende meerderheid door het parlement verkozen tot voorzitter. GERB-leider Borisov had eerder nog Mikov voorgedragen voor nog een termijn als voorzitter, maar deze weigerde.
Mikov spreekt naast Bulgaars vloeiend Frans, Russisch, Servisch en Kroatisch. Hij is getrouwd en heeft twee kinderen.